# Ludwik Drużkowski
Ludwik Michał Drużkowski (ur. 1948) – polski matematyk, emerytowany profesor nadzwyczajny Uniwersytetu Jagiellońskiego w Krakowie i emerytowany profesor zwyczajny Państwowej Wyższej Szkoły Zawodowej w Tarnowie. Absolwent studiów matematycznych na UJ oraz fizyki na UJ. Doktorat na UJ uzyskał w 1974 roku (promotor: Józef Siciak). Habilitację na UJ uzyskał w 1993 roku po przedstawieniu rozprawy Hipoteza jakobianowa. Tytuł profesora uzyskał w 2000 roku.  W latach 1996–1999 pełnił funkcję dyrektora Instytutu Matematyki Uniwersytetu Jagiellońskiego. Był promotorem doktoratów następujących osób: Halszka Tutaj-Gasińska, Jerzy Gurycz, Jakub Zygadło.

## Wybrane publikacje
- Ludwik M. Drużkowski, Analiza matematyczna I. Podstawy Wydawnictwo Uniwersytetu Jagiellońskiego, Kraków 1998, wydanie drugie ISBN 83-233-1172-2
- Ludwik M. Drużkowski, Analiza matematyczna dla fizyków II. Wybrane zagadnienia Wydawnictwo Uniwersytetu Jagiellońskiego, Kraków 1997 ISBN 83-233-1035-1